# Klaus-Dieter Köhler
Klaus-Dieter Köhler (* 1959 in Köln) ist ein deutscher Theaterregisseur und Autor.

## Leben und Wirken
Klaus-Dieter Köhler ist das einzige Kind der Opernsängerin Rosmarie Lenz und des Dirigenten Siegfried Köhler; seine Kindheit verbrachte er in Saarbrücken und in Wiesbaden, wo er 1978 das Abitur ablegte. Nach seinem Zivildienst und einer kurzen Studienzeit an der Universität Erlangen wurde er 1981 als Regieassistent an die Städtischen Bühnen Dortmund engagiert und inszenierte dort 1985 mit der Komödie Tod von Woody Allen sein erstes Stück.
Von 1985 bis 1988 war Köhler Regieassistent und Regisseur am Theater Münster. Anschließend arbeitete er bis 1992 als freier Regisseur u. a. an den Theatern in Hagen, Saarbrücken, Würzburg, Bremerhaven und Augsburg. Von 1992 bis 1995 folgte ein Engagement als Musikdramaturg und Regisseur am Theater Regensburg, bevor ihn Heinz Lukas-Kindermann als seinen Stellvertreter ans Theater Trier holte. Dort wurde er 1997 zum Oberspielleiter des Schauspiels berufen, das er bis 2004 leitete. 1995 gründete Köhler den dortigen Theater-Jugendclub.
Seit 2004 arbeitet Köhler als freier Regisseur an verschiedenen Theatern in ganz Deutschland, er inszeniert insbesondere Operetten, Musicals und Revuen, sowie im Bereich des Schauspiels Komödien, Kinderstücke und Boulevardtheater.
Köhler ist außerdem Dozent an der Wiesbadener Schule für Schauspiel und der Akademie für Darstellende Kunst Regensburg. Er ist Autor zahlreicher Revuen und Kinderopern, die an verschiedenen Theatern aufgeführt wurden.
Mit seinem Vater Siegfried Köhler (Komposition) schrieb er die Kinderoper Kater Murr (Schott Music), die 2010 beim Dramatikerwettbewerb des Landestheaters Schwaben den 1. Preis gewann.
1977 gehörte Köhler zu den Gründungsmitgliedern der Jungen Bühne Schlangenbad. Mit dem Schauspieler Halvor Boller gründete Köhler 2008 das Kartenhausensemble, das in Strinz-Margarethä im Untertaunus seine Heimat hat.

## Privates
Köhler ist verheiratet und lebt mit seiner Frau, einer Ärztin, und seinen drei Kindern in Wiesbaden.

## Theaterstücke & Revuen (Auswahl)
- Die rote Eule, Lehrstück, UA 1978 Junge Bühne Schlangenbad, Schlangenbad
- Im Keller, Drama, UA 1981 Staatstheater Wiesbaden (Jugend spielt für Jugend) Wiesbaden
- Champari Soda, (UA Städtische Bühnen Regensburg 1993) / Schlagerschuppen (Theater Trier 1996)
- Gin Tonic (Städtische Bühnen Regensburg 1994) / (Capitan Kirk´s Hitparade Landestheater Schwaben, Memmingen 2004)
- Frauen-Frontal, UA Landestheater Schwaben Memmingen 2003 / ADK Regensburg 2013
- Die goldenen Zwanziger (mit Mathias Hejny), UA Schlossfestspiele Edesheim 1997, Regie Andreas Baesler
- Verdamp lang her (mit Florian Burg), UA Theater Trier 2002; Regie Florian Burg
- Ausgerechnet Bananen, UA Landestheater Schwaben, Memmingen 2009
- Desinfection; Melodien, die helfen, UA Wartburg, Wiesbaden 2010 / ADK Regensburg 2013
- Kater Murr, UA Landestheater Schwaben, Memmingen 2010, Regie Therese Schmid, TheaterTrier 2012 / Musikakademie  Wiesbaden 2014
- Das kann doch einen Seemann nicht erschüttern, UA Landestheater Schwaben, Memmingen 2013
- So schön kann doch kein Mann sein (UA Landestheater Schwaben, Memmingen 2014 / Tivoli Hanau 2016)
- Die Würstel-Vroni, Regensburg 2018, (mit Meike Fabian und Elmar Cichy), UA Akademietheater Regensburg
- Casino Totale 1/. Die ultimative Wiesbadener Stadtrevue, UA 2018 / 2019 Kleines Revuetheater Wiesbaden
- Gala in Grün, UA Landesgartenschau Bad Schwalbach – Kleines Revuetheater Wiesbaden 2019
- Rilke on the Rocks, UA Kammerspiele Wiesbaden 2020
- Amore und Psycho, UA Kammerspiele Wiesbaden 2022